# تميم بن نصر الكناني
تميم بن نصر بن سيار بن رافع الليثي الكناني (78 هـ - 130 هـ / 698م - 748م) هو قائد شُجاع من القادة الشجعان في الدولة الأموية، وأبوه هو نصر بن سيار الكناني الذي كان أخر أمراء الدولة الأموية على خراسان، وقد شهد الفتوحات والمعارك مع والده في خراسان وله فيها أخبار، وقتل في معركة طوس على يد قوات بني العباس لما ظهر أمرهم بعد أن قاتل قتال الأبطال.

## نسبه
- قال ابن الكلبي هو  تميم بن نصر بن سيار بن رافع بن حري بن ربيعة بن عامر بن عوف بن جندع بن ليث بن بكر بن عبد مناة بن كنانة بن خزيمة بن مدركة بن إلياس بن مضر بن نزار بن معد بن عدنان الجندعي الليثي الكناني.
- وقال أبو اليقظان هو تميم بن نصر بن سيار بن رافع بن ربيعة بن جري بن عامر بن عوف بن جندع بن ليث بن بكر بن عبد مناة بن كنانة بن خزيمة بن مدركة بن إلياس بن مضر بن نزار بن معد بن عدنان.[2]